# Nana Jorjadze
Nana Jorjadze (georgià: ნანა ჯორჯაძე; nascuda el 24 d'agost de 1948) és una directora de cinema, guionista i actriu georgiana nominada als Premis Oscar.
Jorjadze va néixer a Tbilisi, i es va graduar primer en una escola musical local (1966), i després en el departament d'arquitectura de l'Acadèmia Estatal de Belles Arts de Tbilisi (1972). Després d'haver treballat com a arquitecta els anys 1968 a 1974, es va matricular a l'Institut de Teatre Estatal de Tbilisi que va completar el 1980. Va debutar com a actriu amb la pel·lícula Ramdenime interviu pirad sakitkhebze (Algunes entrevistes sobre qüestions personals) el 1977; i com a directora amb Mogzauroba Sopotshi el 1979. El seu treball de 1987 Robinzoniada, anu chemi ingliseli Papa va ser un avenç que li va guanyar la Camera d'Or al 40è Festival Internacional de Cinema de Canes el 1987, i elogis tant de la crítica com del popular. Es va traslladar a França a principis de la dècada de 1990 i va dirigir diverses pel·lícules com Shekvarebuli kulinaris ataserti retsepti (1996), que es va convertir en la primera, i fins ara l'única, pel·lícula georgiana nominada als Premis Oscar.
Està casada amb el també escriptor i director georgià Irakli Kvirikadze, que abans es deia Irakli Mikhailovich Kvirikadze.

## Filmografia
Com director
- Mogzauroba Sopotshi (1979)
- Atlant (1979)

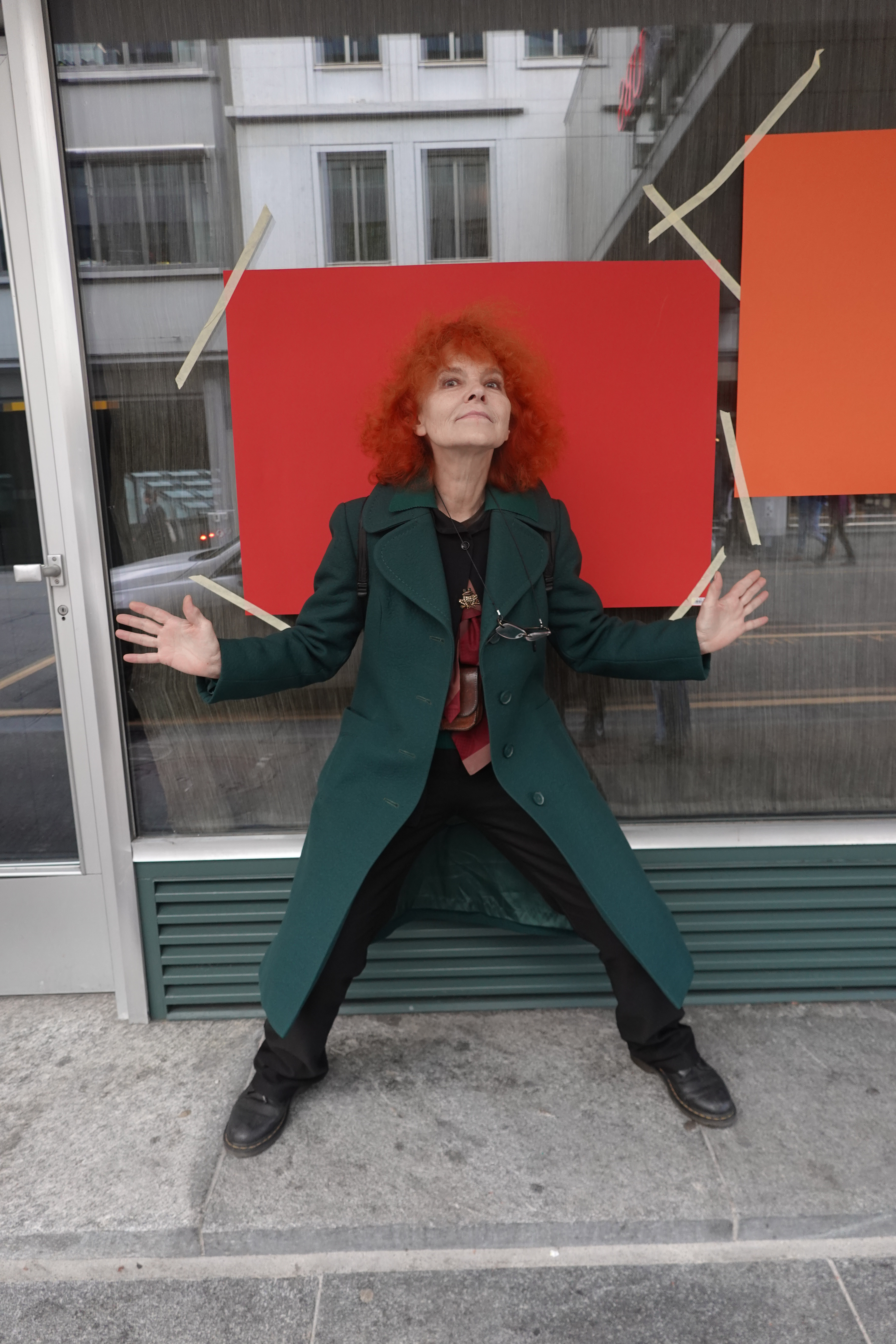
Nana Jorjadze 2021 a Zuric.

- Momekhmaret ialbuzze asvlashi (telefilm)  (1981)
- Erosi (1984)
- Robinzoniada, anu chemi ingliseli Papa (1987)
- Encounters (1993)
- Château de la napoule (1993)
- About Georgia (1993)
- Shekvarebuli kulinaris ataserti retsepti (1996)
- Otsdashvidi dakarguli kotsna (2000)
- Tolko ty... (minisèrie) (2004)
- The Rainbowmaker (2008)
- Moskva, ia liubliu tebia!  (2010)
- Moia rusalka, moya Loreliai (2013)
- Prime Meridian of Wine Géorgie (2016) (Documental)

Com a guionista
- Mogzauroba Sopotshi (1979)
- Atlant (1979)
- Momekhmaret ialbuzze asvlashi (telefilm)  (1981)
- Erosi (1984)
- Encounters (1993)
- Château de la napoule (1993)
- About Georgia (1993)
- Shekvarebuli kulinaris ataserti retsepti (1996)
- 27 dakarguli kotsna (2000)

Com a dissenyadora de vestuari
- Atlant (1979)
- Mogzauroba Sopotshi (1979)